# Anatolij Karpov
Anatolij Jevgenjevič Karpov (rus. Анато́лий Евге́ньевич Ка́рпов) (Zlatoust, SSSR 23. svibnja 1951.), sovjetski/ruski velemajstor i svjetski šahovski prvak.

## Životopis
Rođen je u Zlatoustu, bivšem SSSR-u. Studirao je na Lenjingradskom državnom Univerzitetu. Živi u Moskvi.
Jedan od najvećih igrača u šahovskoj povijesti, naročito u turnirskim partijama: najuspješniji je turnirski igrač u povijesti s preko 140 osvojenih prvih mjesta na turnirima igranim diljem svijeta. Njegov krajnji skor je 1.118 pobjeda, 287 poraza, 1.480 remija u 3.163 partije.
Prvi svjetski šahovski prvak koji je bio čistog ruskog podrijetla.

### Najmlađi velemajstor
Učio je igrati šah od svoje četvrte godine. U 12-oj godini primljen je u prestižnu šahovsku školu Mihaila Botvinika. Postaje najmlađi sovjetski nacionalni majstor s 15 godina i pobjeđuje na svom prvom međunarodnom turniru nekoliko mjeseci kasnije. Među juniorima SSSR-a 1967. godine bio je peti. Nekoliko mjeseci kasnije postaje svjetski juniorski prvak. Njegova karijera ide uzlaznom putanjom i 1969. postaje prvi sovjetski igrač koji postaje svjetski juniorski prvak poslije Borisa Spaskog - koji je tu titulu osvojio još 1955.) - skorom: 10 poena od 11 mogućih. Uskoro potom, Karpov osvaja 4. mjesto na međunarodnom turrniru u Caracasu i postaje najmlađi svjetski velemajstor.

### Prvak svijeta
1970. Karpov pokazuje značajna poboljšanja u svojoj igri. Njegov rejting je skočio s 2540 u 1971. na 2660 u 1973. godini, kad je bio drugi na prvenstvu SSSR-a i prvi na Lenjingradskom međunarodnom turniru. 1974. kvalificirao se u ciklus kandidata koji će izazvati vladajućeg svjetskog prvaka, Bobbyja Fischera. Karpov je pobijedio Lava Polugajevskog u prvom meču kandidata i u sljedećoj rundi dobio je bivšeg svjetskog prvaka Spaskog. Meč Spaski-Karpov bio je spektakularan. Jaka i agresivna igra Karpova osigurala mu je nezaboravnu pobjedu. Finalni meč bio je protiv sljedećeg Rusa, Viktora Korčnoja, poznatog "fajtera". Partije su bile izuzetno borbene i Karpov pobjeđuje i postaje izazivač Fischeru za titulu prvaka svijeta.
Uoči tog meča, Fischer je imao brojne zahtjeve koje je uputio FIDE-i, koje mu oni nisu ispunili, tako da je odbio igrati za titulu i mladi Karpov bez finalne borbe postaje svjetski prvak.

### Pobjede na brojnim turnirima
Postiđen što je na takav način postao svjetski prvak, očajnički je pokušavao dokazati da mu zasluženo pripada titula; u narednih 10 godina sudjelovao je na svim značajnim turnirima. Pobjeđivao je na turnirima na kojima su sudjelovali najjači svjetski igrači.

### Obrane titule
1978. Karpov je prvi put branio titulu protiv Korčnoja, koji se dosta razlikovao od njihovog prethodnog meča kandidata. Korčnoj je u međuvremenu emigrirao iz SSSR-a. Meč je igran na Filipinima i navodno je bio protkan psihološkim trikovima i pokušajima dr. Vladimira Zuhara (profesora psihologije na Medicinskom fakultetu u Moskvi) iz Karpovljevog tima, da hipnotizira Korčnoja za vrijeme igre. Karpov je pobijedio 6:5, uz 21 remi.
Tri godine kasnije, Korčnoj je pobijedio u mečevima kandidata i ponovo se kvalificirao za meč s Karpovom u Meranu, Italija. Ovoga je puta psihološki trik bilo uhićenje Korčnojevog sina zbog navodne zavjere. Opet se politika umiješala u šahovsku igru, ali Karpov dobiva meč rezultatom 11:7. Meč je poznat kao "Masakr u Meranu".

### Vrhunac turnirske karijere
Karpovljeva turnirska karijera dostiže svoj vrhunac na izuzetnom Supervelemajstorskom turniru u Montrealu, Kanada, 1979., gdje pobjeđuje zajedno s Mihailom Taljem a ispred takvih velemajstora kao što su Jan Timman, Ljubomir Ljubojević, Spaski i Ljubomir Kavalek. Također je pobijedio na prestižnom turniru u Linaresu 1981. (i ponovo 1994. godine), na turnirima u Tilburgu u 1977., 1979., 1980., 1982. i 1983. godine, a na prvenstvu SSSR-a 1976., 1983. i 1988. godine.

### Meč za prvaka svijeta protiv Kasparova
1984. godine održan je meč za prvaka svijeta između Garija Kasparova i Karpova. Karpov je slovio kao jedan od najboljih svjetskih prvaka u vrijeme kada se Kasparov tek pojavljivao na šahovskoj sceni. Iako je poveo 4:0 i iako su mu bile potrebne 2 pobjede da zadrži titulu, sljedećih 17 partija završava remijem, prije no što Karpov uspijeva povesti s 5:0. U 31. partiji imao je dobivenu poziciju za obranu titule, međutim, griješi i partija završava remijem, a sljedeću partiju gubi. Poslije poraza u još 2 partije, Karpov doživljava živčani slom i predsjednik FIDE, Florencio Campomanes, prekida meč. U revanšu 1985. Kasparov dobiva meč 13:11 i tako se prekida njegova desetogodišnja vladavina.
Karpov se sastajao s Kasparovom za titulu svjetskog prvaka u tri navrata, i to 1986. u Londonu i Lenjingradu, 1987. u Sevilji i 1990. u New Yorku. Rezultat sva tri meča bio je tijesan: 12.5:11.5, 12:12, 12.5:11.5. U sva tri meča Karpov je imao šansu pobijediti, ali je pravio presudne pogreške i izgubio ih.
Međusobni skor Karpova i Kasparova je sljedeći: u 235 službenih partija Karpov ima 23 pobjede, 33 poraza i 179 remija. U mečevima za prvaka svijeta Karpov ima 19 pobjeda, 21 poraz i 104 remija. Iako je 12 godina stariji od Kasparova, Karpov je 2002. pobijedio Kasparova 2.5:1.5.

### Ponovna pobjeda i poraz za prvaka svijeta
1992. Karpov gubi meč kandidata protiv Nigela Shorta. Tako je onemogućen šesti meč za titulu između Kasparova i Karpova. Ipak, 1993., pošto su Kasparov i Short istupili iz FIDE, u meču za upražnjenu titulu prvaka svijeta Karpov pobjeđuje Timmana. Obranio je titulu protiv Gate Kamskyja 1996. i Viswanathana Ananda 1998. godine. Iste godine mijenja se stari sustav mečeva kandidata. 1999. Karpov gubi titulu od Aleksandra Halifmana.
Karpov je višestruki prvak Europe i pobjednik na olimpijadi kao član sovjetskog tima. 

## Političke aktivnosti
Karpovljevo igranje na turnirima znatno je smanjeno od 1995. godine zbog njegove umiješanosti u politička zbivanja u Rusiji. Travnja 2004. godine on je 22. na listi FIDE s rejtingom od 2682.

## Stil igre
Karpovljev stil je čvrsta pozicijska igra bez rizika, s nemilosrdnim kažnjavanjem protivnikovih grešaka. Idol mu je bio José Raúl Capablanca. Karpovljeva najveća snaga i majstorstvo je u preventivi, a taj put su prije njega krčili Tigran Petrosjan i Aron Nimcovič. On može naslutiti i osujetiti protivnikove planove prije no što oni načine neku štetu u poziciji. Igrao je obazrivo, uglavnom pasivne pozicije. To je najčešće iritiralo protivnike koji su agresivnom igrom pokušavali doći do prednosti. Karpov tada nemilosrdno nastupa i lomi svog protivnika.

## Odabrane partije
- Korčnoj - Karpov, Moskva, 1973, Kraljev indijski napad, Spaskijeva varijanta (A05) - Karpov žrtvuje pješaka za jak centar i napad na daminom krilu
- Karpov - Sax, Linares, 1983, Sicilijanka, Scheveningenska varijanta, Keresov napad (B81) - Karpov pravi žrtvu za napad kojim dobiva partiju 20 poteza kasnije, nakon još jedne njegove spektakularne žrtve i Saxove kontražrtve; partija je dobila nagradu za briljantnost; to nije bio prvi put da Karpov koristi oštri Keresov napad (6. g4) - vidi njegovu pobjedu protiv Vlastimila Horta na Aljehinovom memorijalu u Moskvi 1971

## Vanjske poveznice
- Karpovljeva službena Internet stranica (na ruskom)
- Karpovljeva FIDE kartica
- Karpovljev profil na chessgames.com

| Prethodnik:   | Svjetski šahovski prvak 1975. – 1985. | Nasljednik:    |
| Bobby Fischer | Svjetski šahovski prvak 1975. – 1985. | Garry Kasparov |

| Prethodnik:    | Svjetski šahovski prvak 1993. – 1999. | Nasljednik:         |
| Garry Kasparov | Svjetski šahovski prvak 1993. – 1999. | Aleksandar Halifman |